# 云

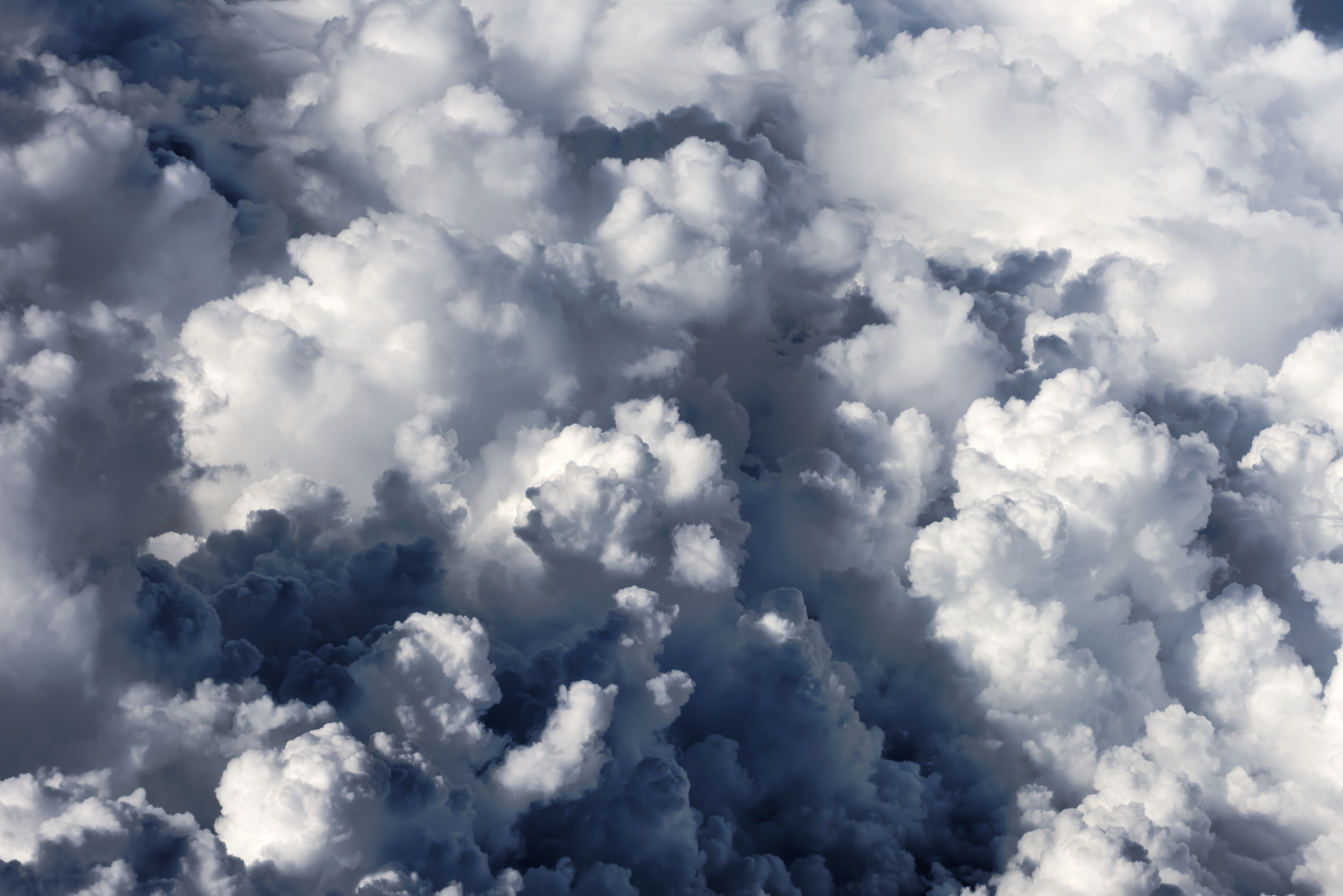
旺盛對流形成的積雨雲

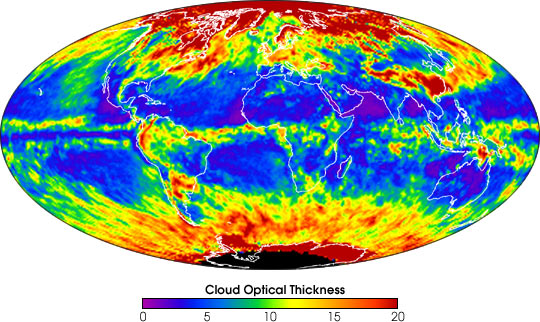
全球云的平均光学厚度

雲是大氣層中以水為主，包含其他多种較少量化学物質构成的可见液滴或冰晶集合体，这些悬浮的颗粒物也称气溶胶。研究雲的科學稱為云物理学，為氣象學的領域之一。實務上，雲專指距離地面較遠的液滴冰晶集合體，距離地表較近的則稱為霧，不過兩者在化學構成上其實是相同的。在太阳系的其它一些行星和卫星上也观测到云。由于各星球的温度特性不同，因此构成云的物质也有多种，比如甲烷、氨、硫酸。
科學上，雲的主要結構為水，當大氣中的水氣達到飽和蒸汽壓時，便會成雲。在地球上，水氣能達到飽和通常肇於兩種原因：空气的冷卻和水氣的增加。当雲密度超過空氣密度時，此時，雲在空氣中會由浮體轉為沉體，根據浮力公式計算，雲所受之空氣浮力將會大於其本身所受之重力，有些雲會落至地面，進而成雨；幡状云則不會形成降水，因為所有液態水在到达地表前就先被蒸发了。云是地球上水循环和能量的最好例子。太阳輻射電磁波至地表，提供熱能使地表水蒸发形成水蒸气；最後，雲再藉由降水的方式釋放潛熱並將水回歸至地表。
雲的顏色與外觀成因於水滴或冰晶散射陽光的行為。此外，因为云反射和散射所有波段的电磁波，所以云的颜色成灰度色，云层比较薄时成白色，但是当它们变得太厚或太浓密而使得阳光不能通过的话，它们可以看起来是灰色或黑色的。在黄昏和清晨，由于散射现象，云还可以显现为红色、紫色、黄色等多种颜色。
雖然地球上大部分的雲都形成於對流層，但有時也會在平流層和中間層觀測到雲。这三个大气层的主要圈层常並稱為「均质层」，均質層中大氣各物質組成比例大致均勻（水除外），不太因地點、時間、高度改變。均質層常與非均質層作為對比，後者由增溫层和散逸层組成屬於外层空间的过渡区。

## 成因
大氣中水氣的含量稱為濕度。在定溫下，水氣含量超過飽和蒸汽壓便會開始凝結。飽和水氣壓和空氣溫度、壓力有關，一般來說，飽和水氣壓隨高度上升而遞減。因此，當潮湿空气所處位置溫度較低時，便容易飽和，此時水分子就会聚集在空气中的微尘（凝结核）周围，形成雲。至於潮湿空气會位於低溫地區的原因有很多，主要包括以下幾種，依照其形成的原因或外觀命名。

### 锋面云
當冷暖鋒交會時，溫度較高，水氣含量通常也較高的暖氣團因為重量較輕，而在锋面處抬升，成云。台灣每年4至6月的梅雨就是一個很好的例子，氣象圖上經常可以看到一個長條狀的連續雲帶。

### 地形云
当潮濕空氣因為海風、季風、信風、谷風等原因被吹送至一個地形爬升的地方時，濕空氣會沿着地形上升至低溫的高空，形成雲。由地形雲導致的雨稱為地形雨，印度的乞拉朋吉地區便常因為地形雲、地形雨導致大量降水。

### 平流云
当气团经过一个较冷的下垫面时，例如一个冷的水体，便可能成雲。

### 对流云
当大气处在一种不稳定的、上冷下暖的状态中，低层暖空气就会做上升运动，从而形成对流。暖空气随着高度上升而温度下降，其中的水汽凝结成云，这就是对流云。

### 气旋云
海面水氣隨气旋气流上升而产生的云，例如颱風系統豐富的雲胞。

### 火積雲
火積雲是一種相當濃厚的積雲，常伴隨火山或山火等高溫環境中形成。火積雲是因為來自地表的空氣被加熱到極高溫而形成。高熱會產生對流使氣體上升到穩定的區域，成雲。世界氣象組織並無將火積雲列為獨立的類別，而是列入積雲中。

### 蕈狀雲
蕈狀雲，是一种由烟尘组成的蘑菇状火积云，通常由大爆炸引起的水蒸气压缩造成。當水氣解壓縮時，溫度會降低，形成雲朵。蕈狀雲常見於核爆炸、火山喷发和撞击事件。世界氣象組織並無將蕈狀雲列為獨立的類別，而是列入積雲中。

### 航迹云
人类的飞行器和远洋巨轮带来大量气溶胶的排放，可以促使空中出现航迹云。

## 分类

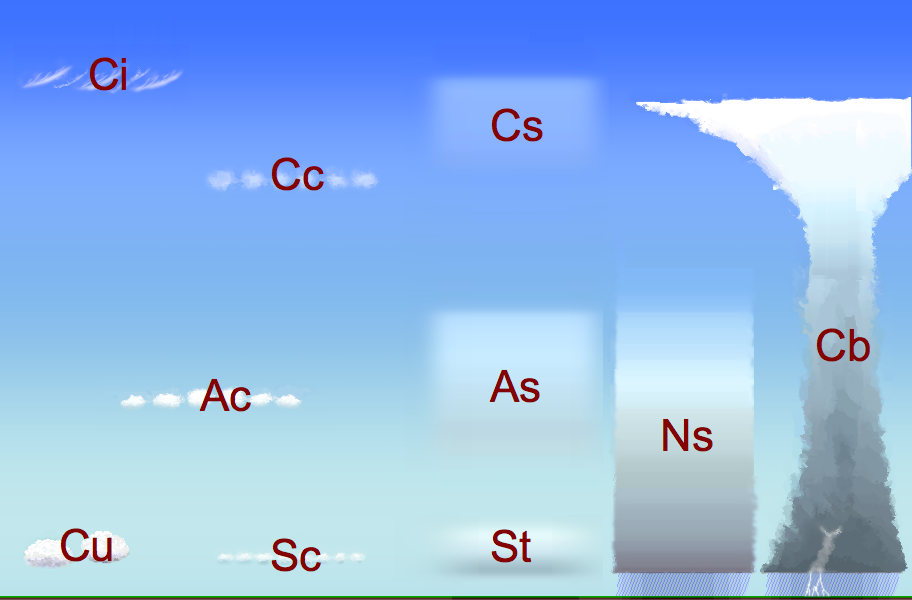
云类和高度比

### 成因分类
可见上一章节内容，分对流云、平流云、锋面云、地形云等等。

### 形态分类
简单来说，云主要有三种形态：一大团的积云、一大片的层云和纤维状的卷云。

### 高度分类（标准分类）
云的科學分类最早是由法国博物学家让-巴普蒂斯特·拉马克于1801年提出的。1803年，业余气象学家卢克·霍华德提出以拉丁語命名雲的想法。1929年，国际气象组织以霍华德的分类法为基础，按云的形状、组成、形成原因等把云分为十大云属。而这十大云属则可按其云底高度把它们划入三个云族：高云族、中云族、低云族。另一种分法则将积雲、積雨雲从低云族中分出，称为直展云族。这里使用的云底高度仅适用于中纬度地区。在中文命名上，高雲族雲屬的開頭是「卷」、中雲族是「高」、低雲族是「層」。補充一提，請莫要搞混雲族的分類開頭字與雲屬分類開頭。

#### 高雲族
- 卷云（Ci, Cirrus）：常呈現丝条状、羽毛狀、马尾状、钩状、片状或砧状等。
- 卷积雲（Cc, Cirrocumulus）：似鱗片或球狀細小雲塊。
- 卷层雲（Cs, Cirrostratus）：呈現薄幕状。

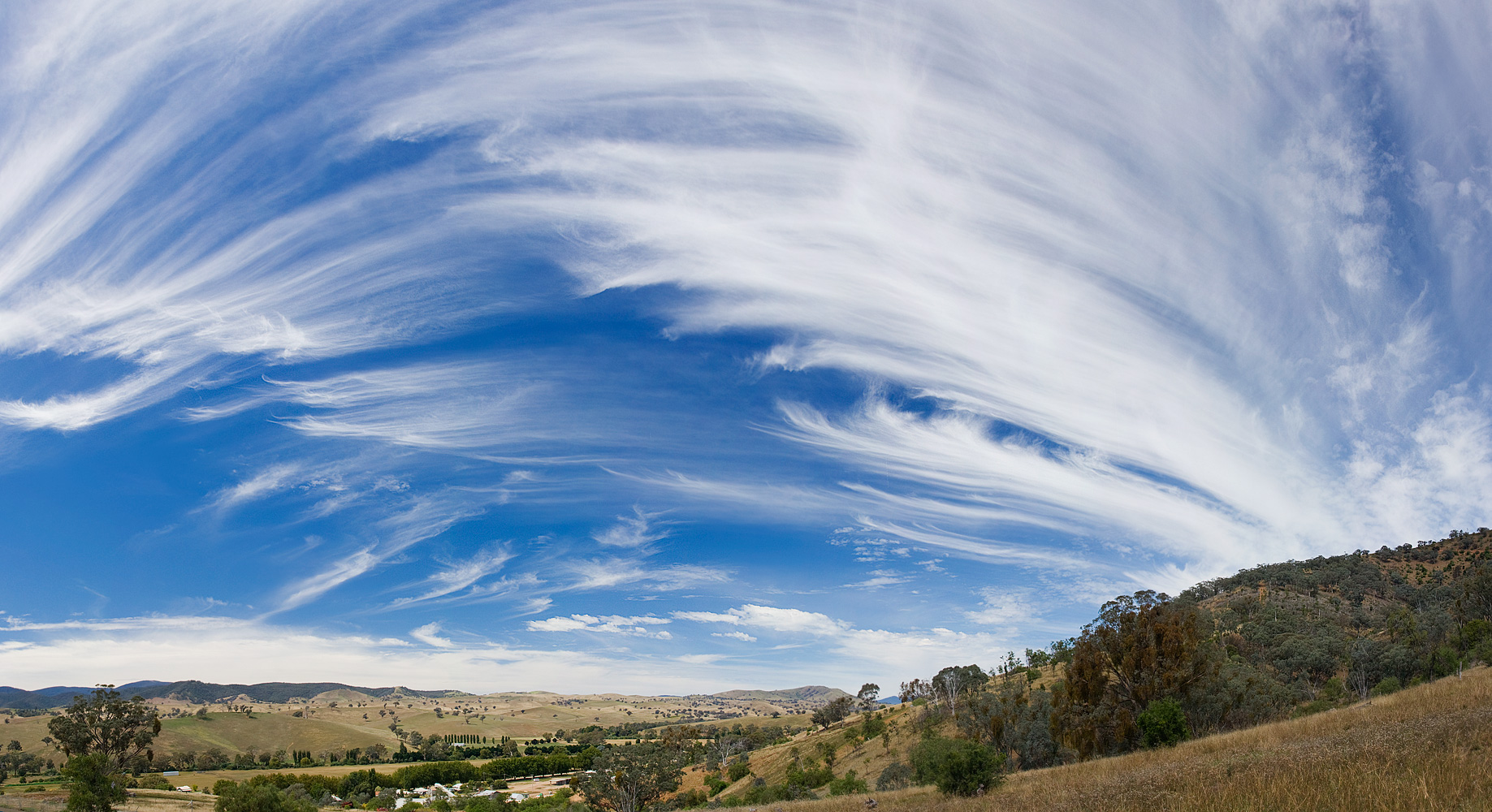
卷云

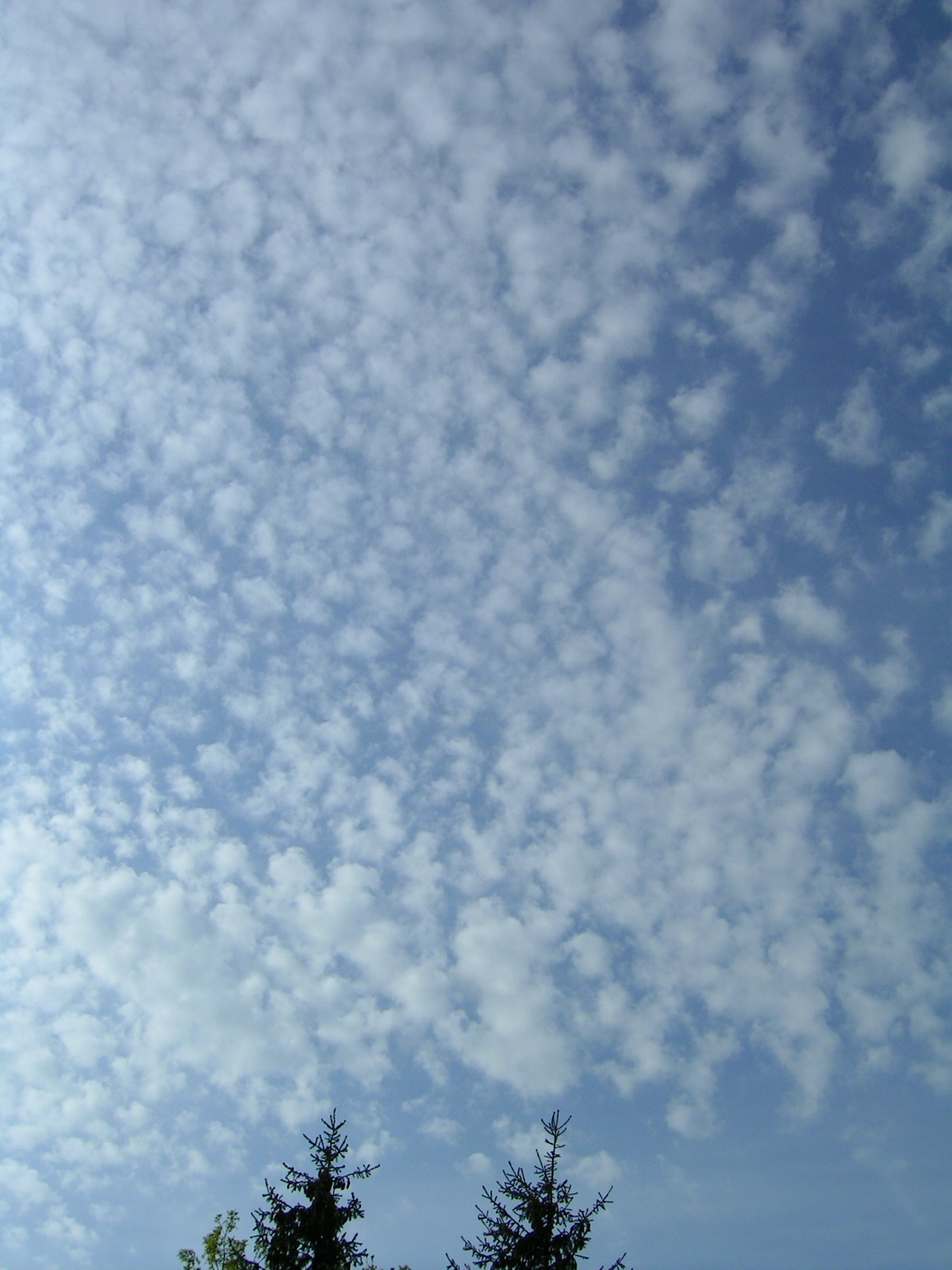
卷积雲

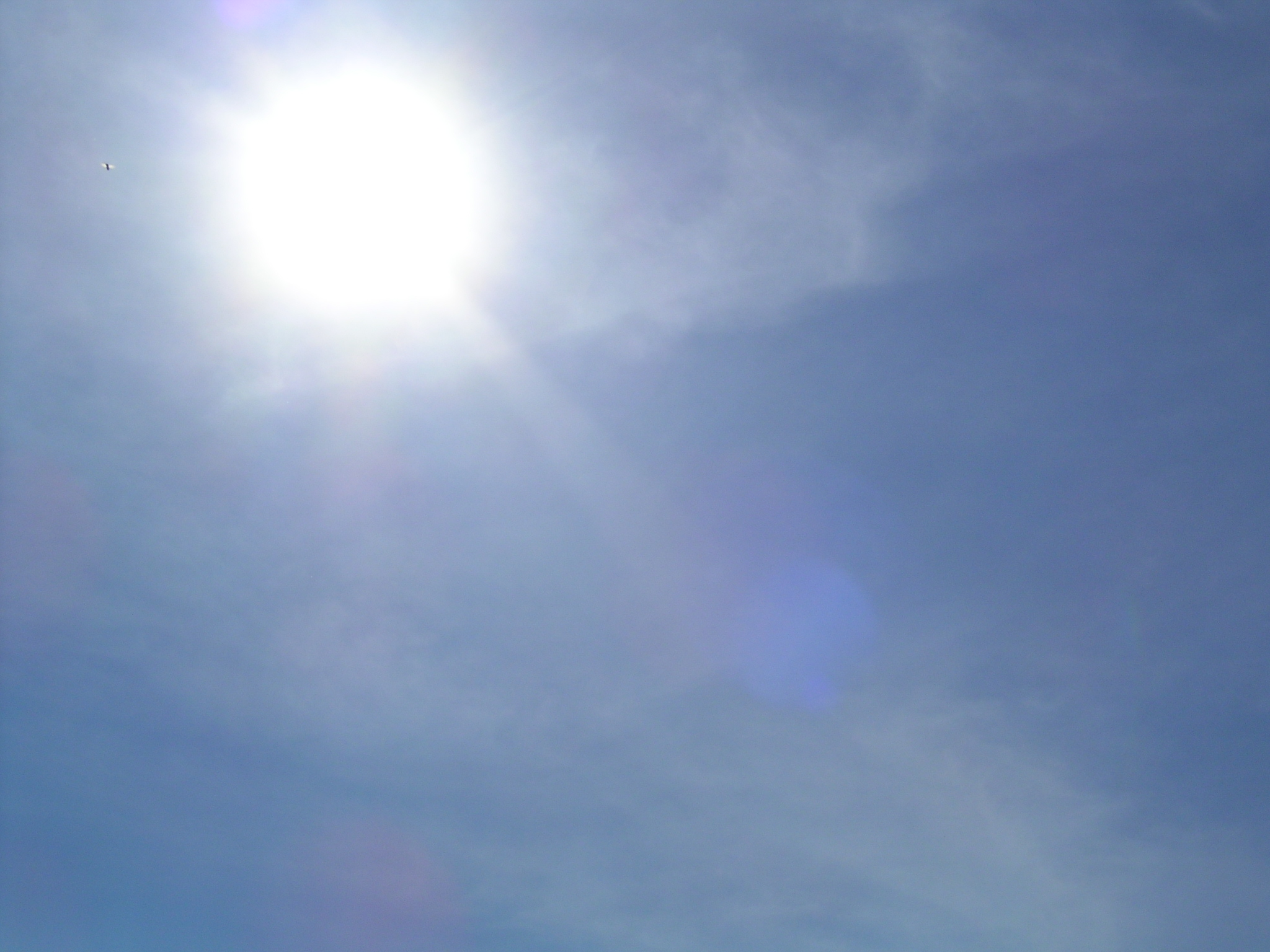
卷层雲

高云形成于6000m至18000m高空，对流层較冷的部份。分三屬，都是卷雲类的。在这高度的水都会凝固结晶，所以这族的雲都是由冰晶體所组成的。高云雲一般呈現纤维状，薄薄的并多数会透明。

#### 中云族
中云于2500ｍ至6000m的高空形成。它们是由过度冷冻的小水点组成。
- 高积云（Ac, Altocumulus）：呈扁圓形、瓦片狀等，且以波浪形排列。高积云

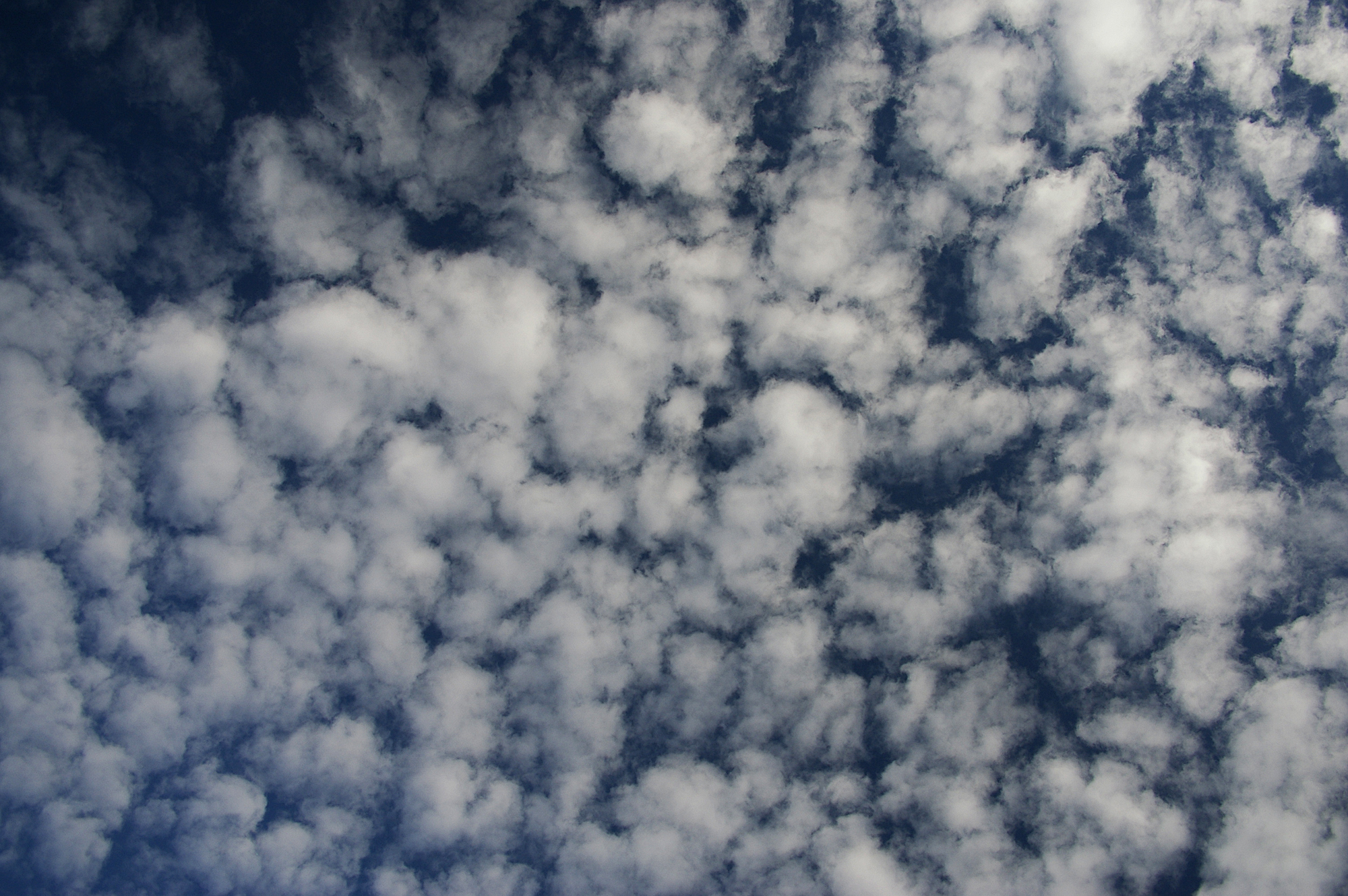
高积云

- 高层云（As, Altostratus)：像一種帶有條紋的幕，顏色多為灰白色或灰色。

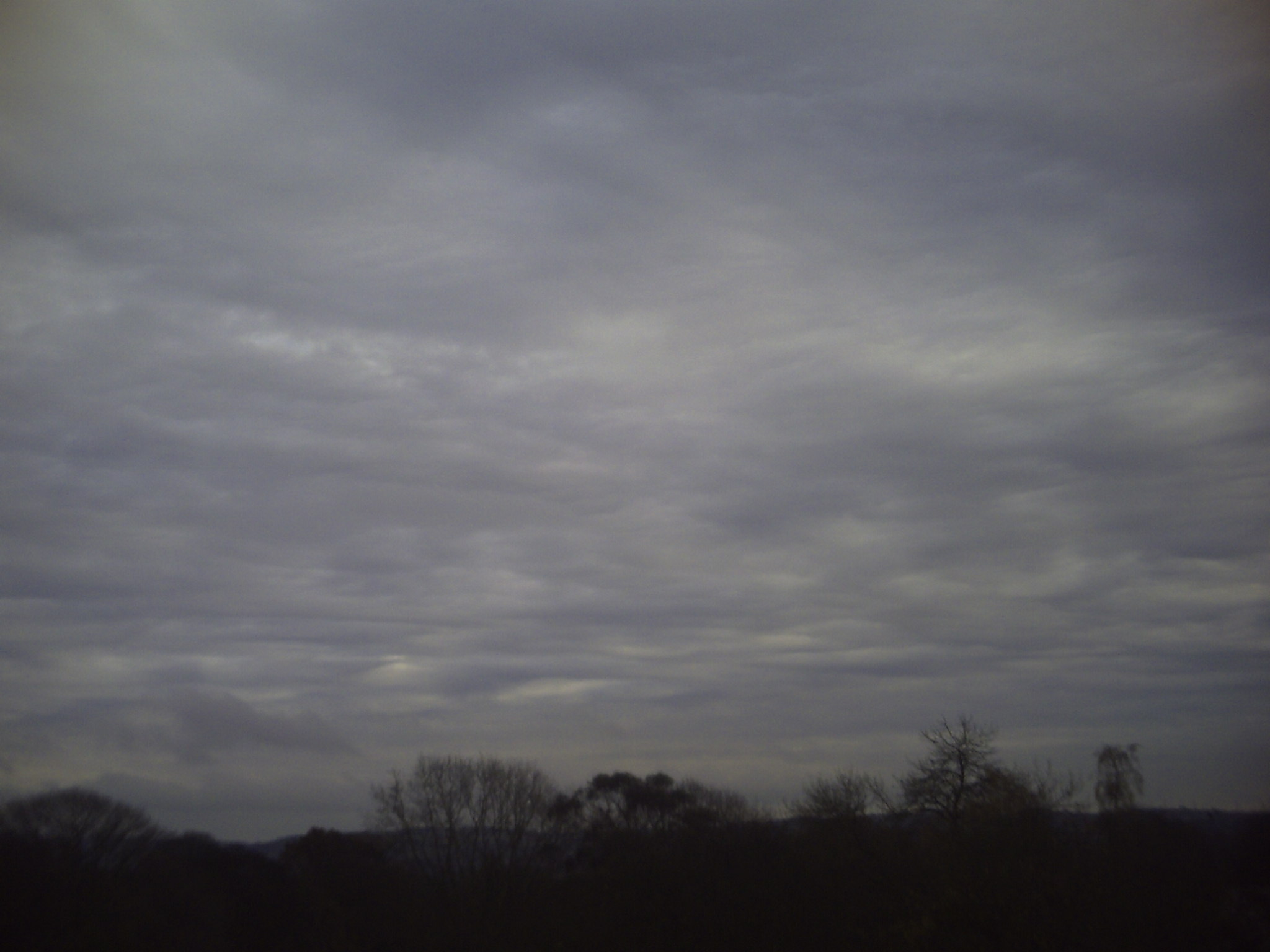
高层云

#### 低雲族
低雲是在2500ｍ以下的大气中形成。当中包括浓密灰暗的层云、层积云（不连续的层云）。
- 层云（St, Stratus）：層雲完全沒有結構，它由細小的水珠組成。层云接地就被称为雾。
- 层积云（Sc, Stratocumulus）：层积云由积云平展而成，常呈波状，较薄处为白色或浅灰色。
- 雨層雲（Ns, Nimbostratus）：雨層雲呈暗灰色，雲層較厚且均勻，覆蓋全天，常伴隨持續性降雨。

#### 直展云族

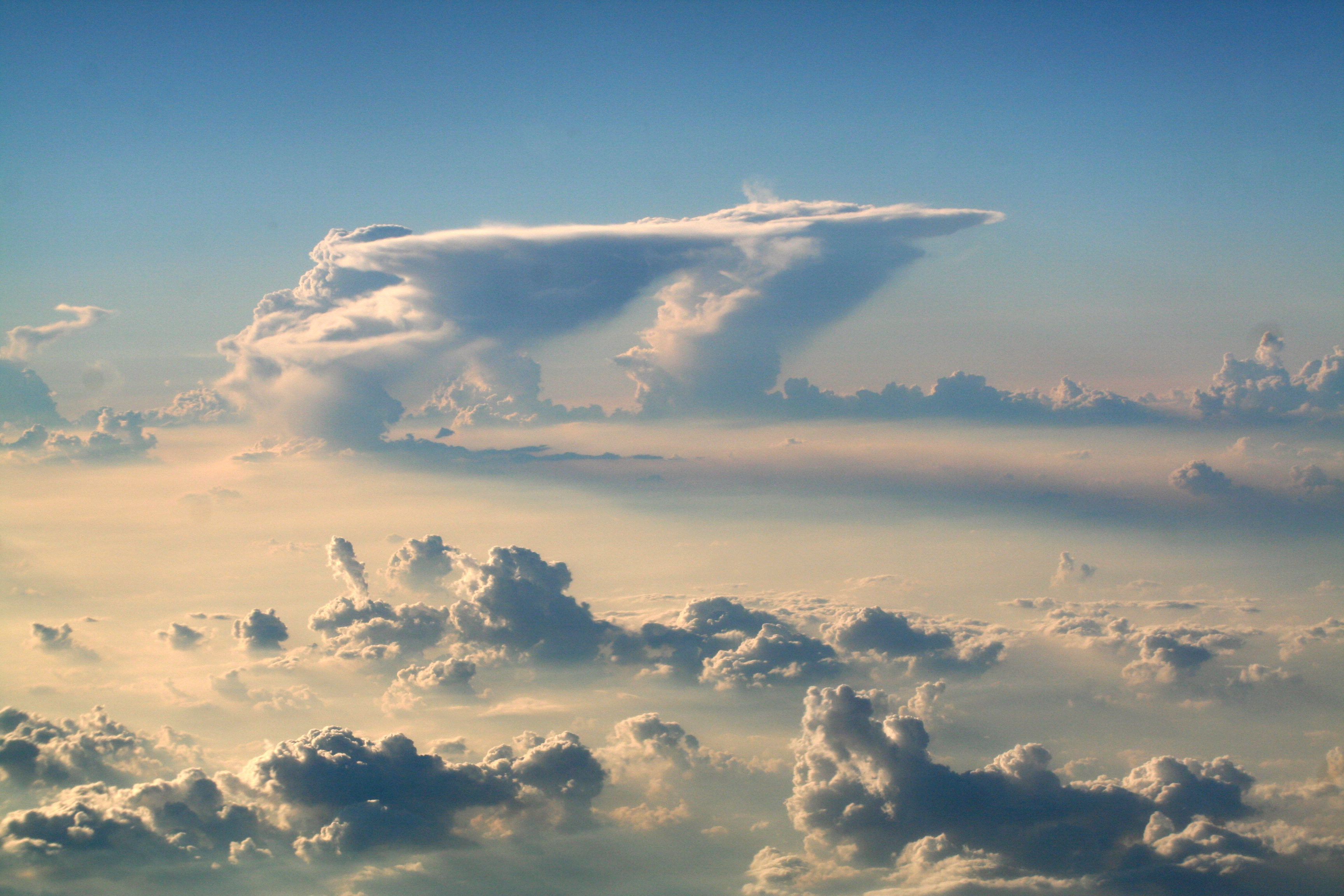
天空中發展中的濃積雲和积雨云

- 积云（Cu, Cumulus）：积云如同棉花团，云体垂直向上发展，常见于上午，午间发展最旺盛，并于午后开始逐渐消散。
- 积雨云（Cb, Cumulonimbus）：由积云发展而来，伴随雷暴与阵雨，云体高耸，顶部常呈花菜状或砧状，云底阴暗。

直展云有非常强的上升气流，所以它们可以一直从底部长到更高处。带有大量降雨和雷暴的积雨云就可以从接近地面的高度开始，然后一直发展到13000m的高空。在积雨云的底部，当下降中较冷的空气与上升中较暖的空气相遇就会形成像一个个小袋的乳状云。薄薄的幞状云则会在积雨云膨胀时于其顶部形成。
夜光云很罕见，它形成于大气层的中间层，只能在高纬度地区看到。
晨辉是非常罕见的云，通常出现在早晨，所以英文是与牵牛花相同的Morning Glory。

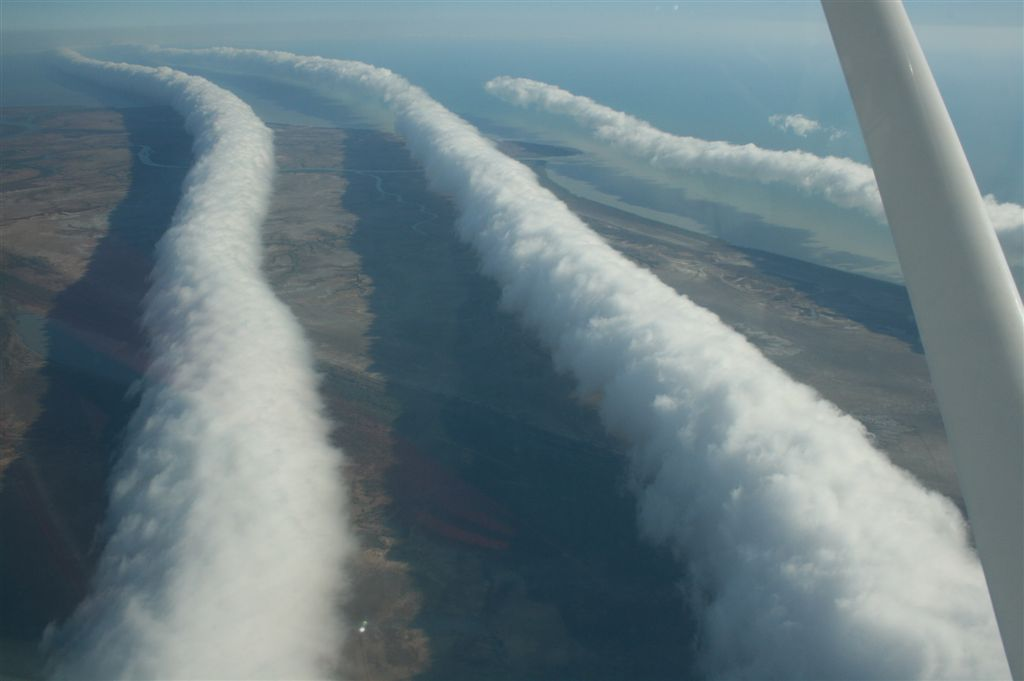
三條晨輝

火焰雲、火燒雲或流火雲，通常發生在日出和日落的時分，天空的雲層會呈現一片由黃色到紅色的雲彩，氣象學上稱為「霞」。因為日出和日落的時候，太陽的位置靠近地平線，此時太陽與地面之間的夾角很小，太陽的光線必須通過較厚的大氣層，才能夠達到地面。太陽光線的光譜中含有七種顏色的光線，其中以紅光和橙光穿透大氣層的能力相對較強，因此較其他顏色的光線容易抵達地面。因此在日出與日落的時候，從地面用肉眼觀看天空的雲層，較容易看見一片橘紅色的天空。火燒雲的出現代表雲層中的水分充足，才會反射出不同的光譜，所以民間盛傳火燒雲出現後會有大雨，而且過去颱風來臨前，也常見有火燒雲的氣象，但台湾氣象局指出兩者並沒有必然關係。

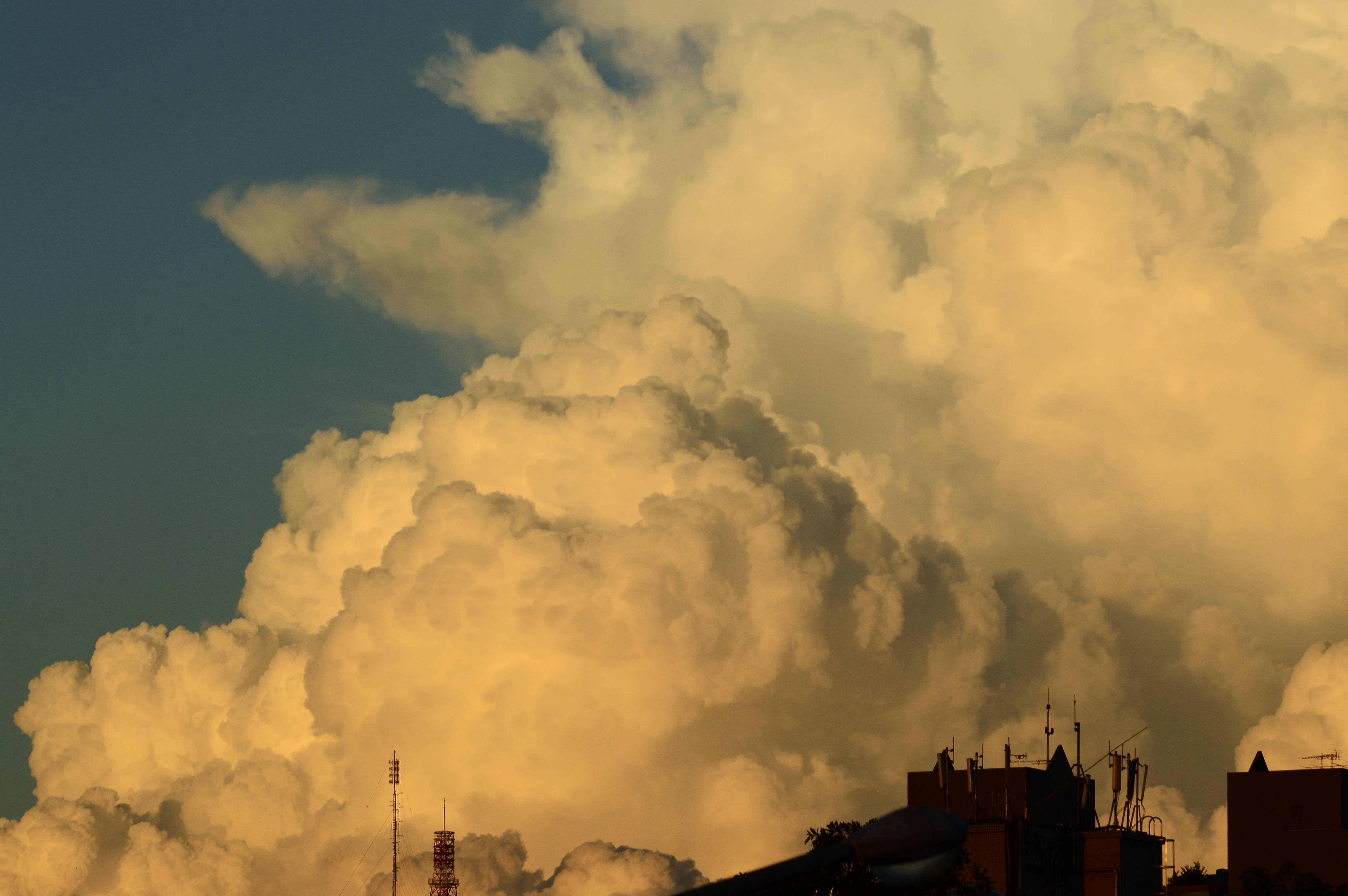
台灣夏末的雲
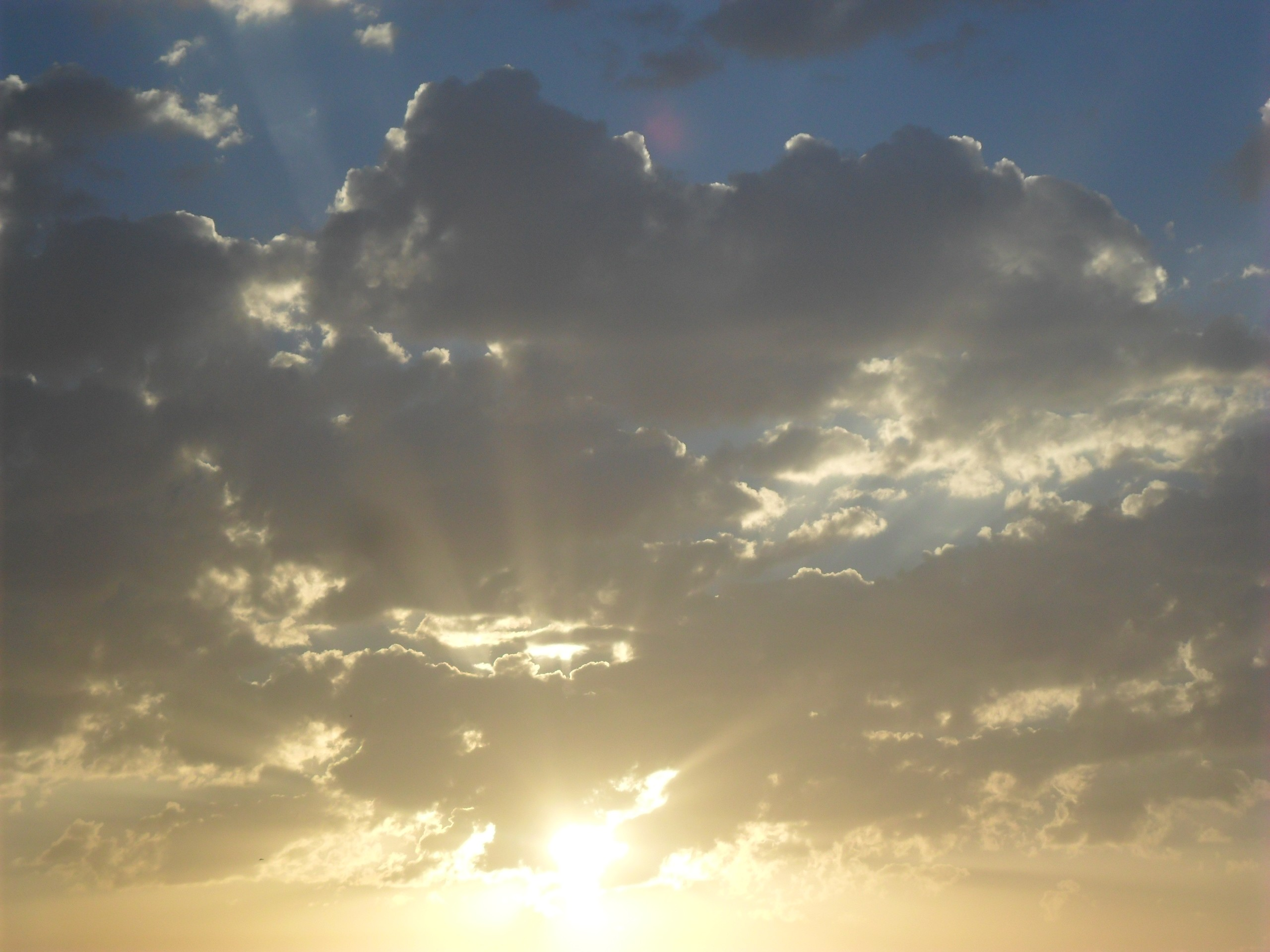
利雅德的天空上的雲
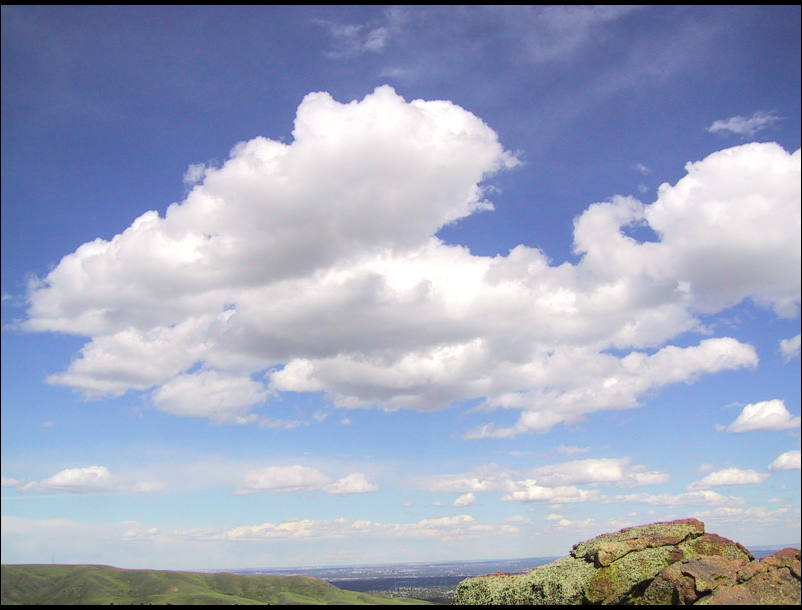
一些小积云 (cumulus humilis)

### 按照相态分类
- 冰云
- 水云
- 混合云

## 云相关的物理量

### 云量
早期天气观测常用的量，0～10分别指代无云到阴天的情况。数字越高，云在视野内天空中所占的面积比例越大。

### 云顶高度
即云层顶部的高度，在卫星观测中较为常用。可以从云顶的温度（亮温）以及其他观测量推算得出。

### 云高
是云底到云顶的高度，以前通过地面观测直接计算得出。

## 云与天气
民间早就认识到可以通过观云来预测天气变化。1802年，英国博物学家卢克·霍华德提出了著名的云的分类法，使观云测天气更加准确。霍华德将云分为三类：积云、层云和卷云。这三类云加上表示高度的词和表示降雨的词，产生了十种云的基本类型。根据这些云相，人们掌握了一些比较可靠的预测未来12个小时天气变化的经验。比如：绒毛状的积云如果分布非常分散，可表示为好天气，但是如果云块扩大或有新的发展，则意味着会突降暴雨。

## 对气候的影响

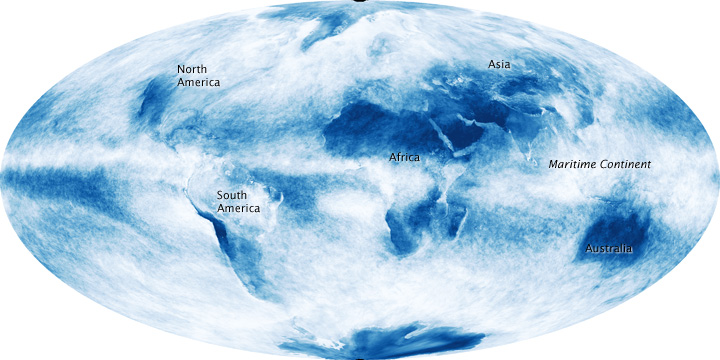
2009年10月的全球平均云量。NASA的卫星图像；更高清晰度图片可由此获得。

云在天气和气候中的角色是预测全球变暖时的主要不确定性之一。和云有关的过程的脆弱的平衡，以及从毫米到行星的大范围的尺度跨度会造成这种不确定性。因此，全球气候模式很难准确描述大尺度天气和云之间的相互作用。前面章节列出的云的复杂性和多样性增加了模拟的难度。一方面，白云顶部对来自太阳的短波辐射会有反射，从而使得地表冷却。另一方面，大多数到达地面的阳光被地面吸收，加热了地表，地表又会向上发射长波的红外的辐射。但是云中的水对长波辐射是有效的吸收剂。云又接着会向上和向下发射红外辐射，向下的辐射会导致地表的净加热效果。这个过程和温室气体和水汽的温室效应类似。
高层的对流层云（例如卷云）的二重效应（短波反射造成的冷却和长波温室升温效应）会随着云量的增加而相互抵消或是产生微小的净加热效果。这种短波反射效应在中层云和低层云（例如高积云和层积云）中占了主要部分，从而造成几乎没有长波效应和净的冷却效果。很多研究已经开始关注低层云对变化的气候的相应。不同的最先进的全球气候模式对云的模拟可能会产生相当不同的结果，有些显示增加的低层云，有些则得到低层云的减少。
极地平流层云和中层云不太常见，它们的分布不够对气候产生重要的影响。但是，夜光云出现频率自19世纪以来逐渐增加可能是气候变化的结果。

### 全球变暗和全球变亮
最近的研究显示了全球黯化的趋势。虽然造成这一趋势的原因还没有能被完全理解，但全球黯化（和后来的逆转）被认为是由大气中气溶胶（特别是生物质燃烧和城市污染带来的含硫气溶胶）含量的变化所引起的。气溶胶含量的变化还可能通过改变云滴的尺寸分布或是云的降水特性和寿命而产生对云的间接效应。

## 地外行星
在太阳系中，任何有大气层的行星或卫星都会有云。金星的厚厚云层是由二氧化硫构成的。火星有很高很薄的水冰云。木星和土星都有一个外层的由氨气云构成的云盖，中间层是硫化铵云盖，里层是水云盖。土星的卫星土卫六上的云被认为主要是由甲烷构成。卡西尼－惠更斯号的土星任务发现了土卫六上存在着液体循环的证据，比如极地附近的湖泊和星球表面的河流冲刷成的沟槽。天王星和海王星的多云的大气中主要是水汽和甲烷构成。

## 對文化的影響
詠雲詩是中國古代唐朝的重要題材類別之一。在古典文學中，雲主要具備三種意象：「無心出岫」之出世義、「從龍為霖」之濟世義和「巫山神女」之荒淫義。三種典故來進行。初唐時期，詠雲詩多半只就「雲」之外觀與周遭自然環境的描寫。盛唐時期，由於科舉多以瑞雲為題以及安史之亂的爆發，使唐朝政治日漸敗壞，詩人有經世濟民之心，故「從龍為霖」典故的使用，亦在此一背景下從盛唐以至中、晚唐逐漸趨於頻繁。

## 延伸阅读
[在维基数据编辑]
 《欽定古今圖書集成·曆象彙編·乾象典·雲霞部》，出自陈梦雷《古今圖書集成》